# Marek Boral
Marek Tadeusz Boral (ur. 7 marca 1947 w Woli Mokrzeskiej, zm. 15 lutego 2004) – polski polityk i inżynier, poseł na Sejm X i I kadencji (1989–1993).

## Życiorys
W 1971 ukończył studia na Wydziale Włókienniczym Politechniki Łódzkiej. Rok później podjął w pracę w Zakładach Przemysłu Wełnianego „Kentex” w Kętach. W latach 1973–1977 pracował w Zakładach Przemysłu Wełnianego „Opoczno” po czym przeniósł się do Częstochowskich Zakładach Przemysłu Bawełnianego „Ceba” w Częstochowie. Objął w nich stanowisko zastępcy kierownika wydziału. Członek KW Krajowej Federacji Niezależnych Samorządnych Związków Zawodowych Pracowników Przemysłu Lekkiego.
W 1976 wstąpił do Polskiej Zjednoczonej Partii Robotniczej. W 1989 uzyskał mandat posła na Sejm kontraktowy w okręgu częstochowskim. W 1991 uzyskał reelekcję na Sejmu I kadencji z ramienia Sojuszu Lewicy Demokratycznej. W 1992 nazwisko Marka Borala pojawiło się z na tzw. liście Macierewicza jako rzekomego tajnego współpracownika Służby Bezpieczeństwa. Był także radnym II i III kadencji Rady Miasta Częstochowy (1994–2002) z ramienia SLD.
W 1997 został odznaczony Złotym Krzyżem Zasługi.
Został pochowany na Cmentarzu Komunalnym w Częstochowie.